# Брим, Чарльз-Андреас
Чарльз-Андреас Брим (фр. и англ. Charles-Andreas Brym; 8 августа 1998, Коломб, Франция) — канадский футболист, нападающий нидерландского клуба НАК Бреда и сборной Канады.

## Биография

### Ранние годы
Родился в 1998 году во Франции в семье отца тоголезца и матери корсиканки. Позже вместе с семьёй переехал в Монреаль, где провёл свои ранние годы. Имеет двойное гражданство Франции и Канады. В 2011 году присоединился к академии канадского клуба «Монреаль Импакт». В 2013 году вернулся во Францию, где продолжил карьеру в клубе «Газелек». Спустя год переехал в Бельгию, где был игроком молодёжных команд «Мускрон-Перювельз» и «Зюлте-Варегем»

### Клубная карьера
4 июля 2018 года Брим подписал свой первый профессиональный контракт с клубом французской Лиги 1 «Лилль», но за основной состав команды не играл, проведя концовку сезона 2017/18 и сезон 2018/19 в фарм-клубе «Лилль B» в четвёртой лиге Франции.
В июле 2019 года был отдан в аренду в португальский клуб «Белененсеш», однако в чемпионате Португалии сыграл лишь один матч — 30 августа в матче с «Боавиштой» появился на замену на 80-й минуте, заменив Матию Люича. В июле следующего года был отдан в аренду в бельгийский клуб «Мускрон-Перювельз».
В августе 2021 года бесплатно перешёл в клуб Первого дивизиона Нидерландов «Эйндховен», подписав однолетний контракт с опцией продления ещё на один год.
В мае 2022 года подписал трёхлетний контракт с клубом Эредивизи «Спарта». В августе 2022 года вернулся в «Эйндховен», оправившись в аренду до конца сезона.
4 января 2025 года перешёл в «Алмере Сити», подписав контракт до середины 2027 года. 12 января дебютировал за клуб в матче чемпионата против «Гронингена».
22 июля 2025 года стал игроком клуба НАК Бреда, подписав трёхлетний контракт.

### Карьера в сборной
Впервые был вызван в сборную Канады в январе 2020 года и сыграл за неё три товарищеских матча: два против сборной Барбадоса и один против сборной Исландии. 7 января в первом матче против Барбадоса, выйдя на замену во втором тайме, дебютировал за Канаду. 10 января во втором матче против Барбадоса забил свой первый гол за Канаду.
В марте 2021 года в составе сборной Канады до 23 лет принял участие в отборочном турнире Олимпийских игр 2020 в зоне КОНКАКАФ.
Был включён в состав сборной Канады на Золотой кубок КОНКАКАФ 2023.